# غافل (فیلم ۱۹۴۱)
غافل (به هندی: Anjaan) یا ناشناخته (به انگلیسی: Fearless) فیلمی هندی محصول سال ۱۹۴۱ و به کارگردانی آمیا چاکراوارتی است. در این فیلم بازیگرانی همچون دویکا رانی، آشوک کومار، دیوید آبراهام چولکار و اوم پراکاش ایفای نقش کرده‌اند.